# 사민당의 젊은 사회주의자들
SPD의 젊은 사회주의자 실무 그룹(독일어: Arbeitsgemeinschaft der Jungsozialistinnen und Jungsozialisten in der SPD, Jusos)은 독일 사회민주당 (SPD)의 자원봉사 청년 조직이다.
건

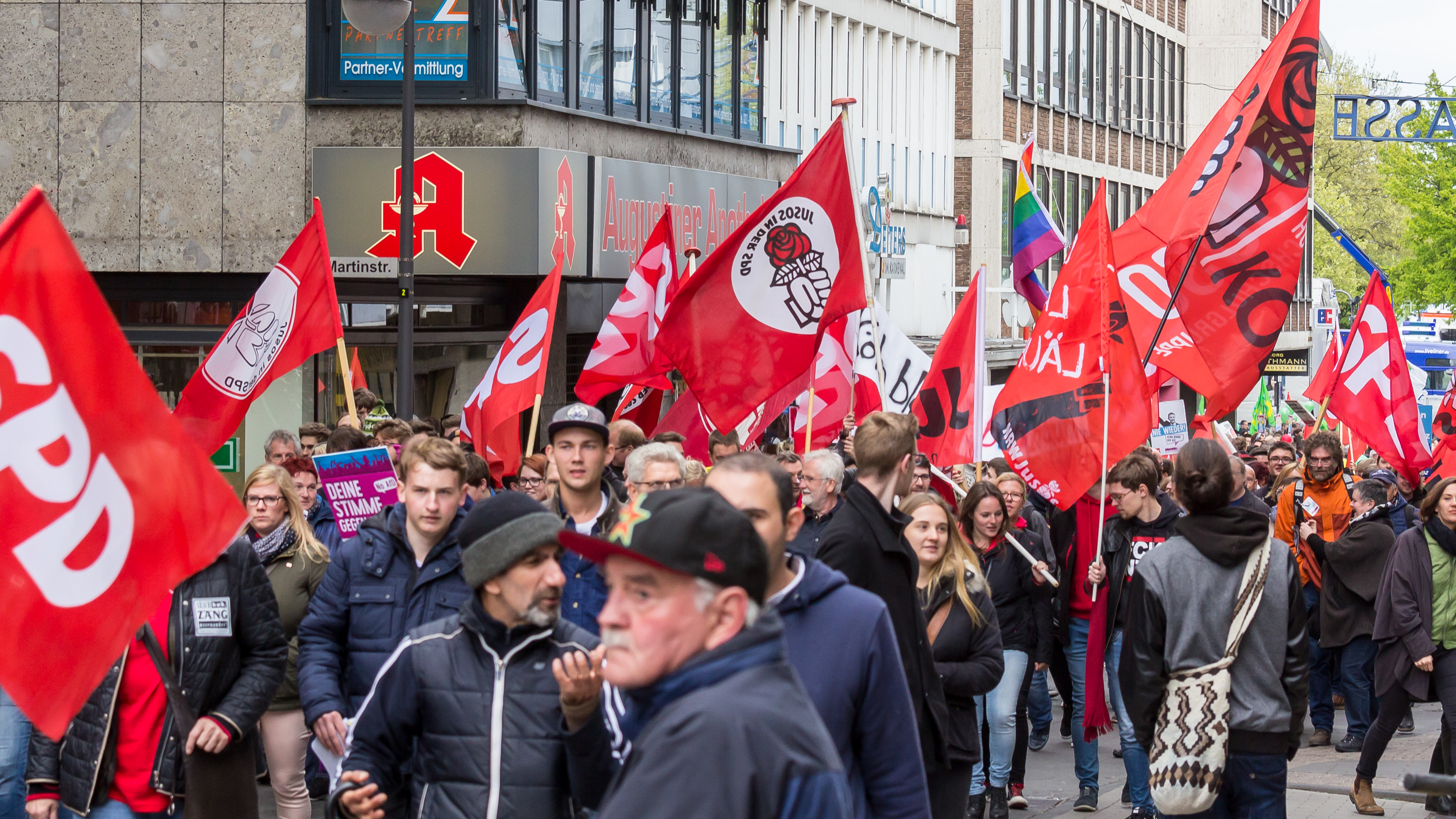
대학교에서의 유조스 회원들의 대모

2021년 기준으로 공식 Juso 회원은 70,000명이 넘는다.

## 회원 조건
독일 사회민주당의 당원중 14세에서 35세 까지의 연령대에 분포하는 사람들은 자동으로 Jusos(유조스)에 등록이 된다. 2011년까지 당비은 무료였지만 현재에는 월 1유로의 당비가 존재한다.  Jusos의 회원은 35세 생일이 될 때까지만 가능하다.

## 역사
Jusos는 1918년에서 1920년 사이에 설립되었으며 이 당시에는 회원의 수가 3,000명에서 5,000명 사이로 작았다. 그들은 내부 논쟁의 결과로 1931년에 해산되었다.
제2차 세계 대전이 끝난 후 1946년에 다시 제건되었다. 이후 부모 정당인 독일 사회민주당의 왼쪽에 있는 입장에서 좌익적 입장을 대변했다. 이들은 당 내부 온건파에 대하여 비판적인 입장을 취하고 당을 왼쪽으로 이동시켜야 한다고 주장하였다.

## 성향
주류 정당이 되면서 온건 중도좌파 성향이 된 독일 사회민주당과 다르게 청년단체인 유조스에는 확고한 좌익 심지어 강성좌파 성향의 인사들도 다수 분포되어 있다. 이들은 민주사회주의를 표면적으로 지지하나 반자본주의적 성향도 내포하고 있다. 과거에 청년조직의 대표인 케빈 퀴네르트등도 폭스바겐 같은 대기업을 '집산화'(노동자 공동소유식 회사의 공동경영)을 해야한다고 주장하여 논란이 되기도 하였다.

## 출신 인물
- 올라프 숄츠 독일 총리